# Дамьен, Бастьен
Бастьен Дамьен (фр. Bastien Damiens; 18 января 1995, Монтрёй, департамент Па-де-Кале, Франция — 6 сентября 2015, Лилль, Франция) — французский каноист, чемпион Европы (2012, Аугсбург).

## Спортивная карьера
Начал заниматься греблей на каноэ в клубе C.k.c. Beaurainvillois, затем перешёл в клуб каноэ de Montreuil, базовый слаломный клуб в Па-де-Кале.
В 2010 и 2011 годах побеждал на национальном первенстве среди юниоров.
В 2012 году на чемпионате Европы в Аугсбурге стал чемпионом в командном зачете в экипаже К1. Также неоднократно становился призёром юниорских континентальных первенств: золотая медаль в Кракове в командном зачете, серебряная медаль в младшей возрастной категории  (среди юношей) — во французском Бур-Сен-Морисе (2013).
Становился чемпионом мира среди юниоров в младшей возрастной категории в словацком городе Липтовски Микулаш в командном первенстве и бронзовым призёром — в личном зачете.
Погиб в результате несчастного случая.